# Municipio Mojinete
Das Municipio Mojinete ist ein Verwaltungsbezirk im Departamento Potosí im südamerikanischen Anden-Staat Bolivien.

## Lage im Nahraum
Das Municipio Mojinete ist das kleinste von drei Municipios in der Provinz Sur Lípez. Es grenzt im Norden an das Municipio San Pablo de Lípez, im Westen und Süden an das Municipio San Antonio de Esmoruco, im Südosten an die Republik Argentinien und im Nordosten an die Provinz Sur Chichas. Es erstreckt sich über je etwa 25 Kilometer in nord-südlicher und in ost-westlicher Richtung.
Der zentrale Ort des Municipios ist die Ortschaft Mojinete mit 409 Einwohnern (Volkszählung 2012) in der nordöstlichen Ecke des Municipios.

## Geographie
Das Municipio Mojinete liegt im südlichen Teil der kargen Hochebene des bolivianischen Altiplano. Das Klima ist wegen der Binnenlage kühl und trocken und durch ein typisches Tageszeitenklima gekennzeichnet, bei dem die Temperaturschwankungen zwischen Tag und Nacht in der Regel deutlich größer sind als die jahreszeitlichen Schwankungen.
Die Jahresdurchschnittstemperatur der Region liegt bei 11 °C und schwankt nur unwesentlich zwischen gut 5 °C im Juni/Juli und gut 14 °C von November bis März (siehe Klimadiagramm Villazón). Der Jahresniederschlag beträgt nur etwa 350 mm, mit einer stark ausgeprägten Trockenzeit von April bis Oktober mit Monatsniederschlägen unter 10 mm, und einer Feuchtezeit von Dezember bis Februar mit 70-90 mm Monatsniederschlag.

## Bevölkerung
Die Einwohnerzahl ist zwischen 1992 und 2024 um zwei Drittel angewachsen:
| Jahr | Einwohner | Quelle       |
| ---- | --------- | ------------ |
| 1992 | 637       | Volkszählung |
| 2001 | 716       | Volkszählung |
| 2012 | 1180      | Volkszählung |
| 2024 | 1022      | Volkszählung |

Die Bevölkerungsdichte des Municipios bei der letzten Volkszählung von 2024 betrug 2,7 Einwohner/km², der Anteil der städtischen Bevölkerung ist 0 Prozent. Der Anteil der unter 15-Jährigen an der Bevölkerung beträgt 44,2 Prozent, der Frauenanteil ist 57 Prozent.
Der Alphabetisierungsgrad bei den über 19-Jährigen beträgt 79 Prozent, und zwar 98 Prozent bei Männern und 62 Prozent bei Frauen. Wichtigste Sprache mit einem Anteil von 97 Prozent ist Quechua, 81 Prozent der Bevölkerung sprechen Spanisch. 86 Prozent der Bevölkerung sind katholisch, 13 Prozent evangelisch.
Die Lebenserwartung der Neugeborenen liegt bei 52 Jahren. 98,5 Prozent der Bevölkerung haben keinen Zugang zu Elektrizität, 82 Prozent leben ohne sanitäre Einrichtung.

## Politik
Ergebnis der Regionalwahlen (concejales del municipio) vom 4. April 2010:
| Wahl- berechtigte |  | Wahl- beteiligung | gültige Stimmen |  | M.O.P. | MAS-IPSP |
| ----------------- |  | ----------------- | --------------- |  | ------ | -------- |
| 287               |  | 257               | 204             |  | 104    | 100      |
|                   |  | 89,5 %            | 79,4 %          |  | 51,0 % | 49,0 %   |

Ergebnis der Regionalwahlen (elecciones de autoridades políticas) vom 7. März 2021:
| Wahl- berechtigte |  | Wahl- beteiligung | gültige Stimmen |  | MAS-IPSP | AS      | M.O.P. | PAN-BOL |
| ----------------- |  | ----------------- | --------------- |  | -------- | ------- | ------ | ------- |
| 275               |  | 211               | 179             |  | 143      | 22      | 9      | 2       |
|                   |  | 76,73 %           | 84,83 %         |  | 79,89 %  | 12,29 % | 5,03 % | 3,10 %  |

## Gliederung
Das Municipio unterteilt sich in die folgenden sechs Subkantone (vicecantones):
- 05-1002-0100-1 Kanton Mojinete – 2 Gemeinden – 461 Einwohner
- 05-1002-0100-3 Kanton Pueblo Viejo – 1 Gemeinde – 52 Einwohner
- 05-1002-0100-5 Kanton Bonete Palca – 1 Gemeinde – 60 Einwohner
- 05-1002-0100-6 Kanton Casa Grande – 1 Gemeinde – 201 Einwohner
- 05-1002-0100-7 Subkanton Casa Pintada – 1 Gemeinde – 183 Einwohner
- 05-1002-0100-9 Kanton La Cienega – 1 Gemeinde – 223 Einwohner

## Ortschaften im Municipio Mojinete
- Kanton Mojinete
  - Mojinete 409 Einw.

- Kanton Pueblo Viejo
  - Pueblo Viejo 52 Einw.

- Kanton Bonete Palca
  - Bonete Palca 60 Einw.

- Kanton Casa Grande
  - Casa Grande 201 Einw.

- Subkanton Casa Pintada
  - Casa Pintada 183 Einw.

- Kanton La Cienega
  - La Cienega 223 Einw.